# Mistrzostwa Świata Juniorów w Saneczkarstwie 2018
33. Mistrzostwa świata juniorów w saneczkarstwie 2018 odbyły się w dniach 2–3 lutego w niemieckim Altenbergu. Zawodnicy rywalizowali w czterech konkurencjach: jedynkach kobiet, jedynkach mężczyzn, dwójkach mężczyzn oraz w zawodach drużynowych.
Klasyfikację medalową wygrała reprezentacja Niemiec, która zdobyła trzy tytuły mistrzowskie i zdobyli jednocześnie najwięcej medali.

## Terminarz
| Data          | Miejscowość | Konkurencja      | Złoto                                                                   | Srebro                                                                             | Brąz                                                                |
| ------------- | ----------- | ---------------- | ----------------------------------------------------------------------- | ---------------------------------------------------------------------------------- | ------------------------------------------------------------------- |
| 2 lutego 2018 | Altenberg   | Jedynki kobiet   | Jessica Tiebel                                                          | Tatiana Cwietowa                                                                   | Jessica Degenhardt                                                  |
| 2 lutego 2018 | Altenberg   | Jedynki mężczyzn | Max Langenhan                                                           | David Nöβler                                                                       | Paul-Lukas Heider                                                   |
| 3 lutego 2018 | Altenberg   | Dwójki mężczyzn  | Włochy Ivan Nagler · Fabian Malleier                                    | Niemcy Hannes Orlamünder · Paul Gubitz                                             | Rosja Wiesowłod Kaszkin · Konstantin Korszunow                      |
| 3 lutego 2018 | Altenberg   | Drużynowe        | Niemcy Jessica Tiebel · Max Langenhan · Hannes Orlamunder · Paul Gubitz | Rosja Tatiana Cwietowa · Danił Lebediew · Wiesowłod Kaszkin · Konstantin Korszunow | Włochy Verena Hofer · Leon Felderer · Ivan Nagler · Fabian Malleier |

## Wyniki

### Jedynki kobiet
- Data / Początek: Piątek, 02.02.2018 roku, godz. 13:30

| Medal | Zawodniczka        | Narodowość        | 1. zjazd | 2. zjazd | Czas     | Strata |
| ----- | ------------------ | ----------------- | -------- | -------- | -------- | ------ |
|       | Jessica Tiebel     | Niemcy            | 41.866   | 42.085   | 1:23.951 | -      |
|       | Tatiana Cwietowa   | Rosja             | 42.127   | 42.246   | 1:24.373 | +0.422 |
|       | Jessica Degenhardt | Niemcy            | 42.175   | 42.210   | 1:24.385 | +0.434 |
| 4.    | Lisa Schulte       | Austria           | 42.167   | 42.250   | 1:24.417 | +0.466 |
| 5.    | Anna Berreiter     | Niemcy            | 42.272   | 42.190   | 1:24.462 | +0.511 |
| 6.    | Kristina Szamowa   | Rosja             | 42.166   | 42.394   | 1:24.560 | +0.609 |
| 7.    | Brittney Arndt     | Stany Zjednoczone | 42.275   | 42.315   | 1:24.590 | +0.639 |
| 8.    | Verena Hofer       | Włochy            | 42.370   | 42.238   | 1:24.608 | +0.657 |
| 9.    | Carolyn Maxwell    | Kanada            | 42.325   | 42.302   | 1:24.627 | +0.676 |
| 10.   | Vilde Tangnes      | Norwegia          | 42.319   | 42.372   | 1:24.691 | +0.740 |
| ...   | ...                | ...               | ...      | ...      | ...      | ...    |
| 23.   | Klaudia Domaradzka | Polska            | 42.664   | 42.746   | 1:25.410 | +1.459 |

### Jedynki mężczyzn
- Data / Początek: Piątek, 02.02.2018 roku, godz. 10:00

| Medal | Zawodniczka            | Narodowość | 1. zjazd | 2. zjazd | Czas     | Strata |
| ----- | ---------------------- | ---------- | -------- | -------- | -------- | ------ |
|       | Max Langenhan          | Niemcy     | 51.905   | 51.757   | 1:43.662 | -      |
|       | David Nöβler           | Niemcy     | 52.025   | 52.222   | 1:44.247 | +0.585 |
|       | Paul-Lukas Heider      | Niemcy     | 52.256   | 52.093   | 1:44.349 | +0.687 |
| 4.    | Moritz Bollmann        | Niemcy     | 52.333   | 52.192   | 1:44.525 | +0.863 |
| 5.    | Danił Lebiediew        | Rosja      | 52.432   | 52.354   | 1:44.786 | +1.124 |
| 6.    | Bastian Schulte        | Austria    | 52.428   | 52.547   | 1:44.975 | +1.313 |
| 7.    | Yannick Müller         | Austria    | 52.482   | 52.742   | 1:45.224 | +1.562 |
| 8.    | Matwiej Pieriestoronin | Rosja      | 52.658   | 52.621   | 1:45.279 | +1.617 |
| 9.    | Aleksiej Dmitriew      | Rosja      | 52.695   | 52.696   | 1:45.391 | +1.729 |
| 10.   | Jewgienij Łobiejew     | Rosja      | 52.853   | 52.669   | 1:45.522 | +1.860 |
| ...   | ...                    | ...        | ...      | ...      | ...      | ...    |
| 17.   | Kacper Tarnawski       | Polska     | 53.011   | 53.476   | 1:46.487 | +2.825 |

### Dwójki mężczyzn
- Data / Początek: Sobota, 3 lutego 2018 roku, godz. 10.00

| Medal | Zawodnicy                                   | Narodowość | 1. zjazd | 2. zjazd | Czas     | Strata |
| ----- | ------------------------------------------- | ---------- | -------- | -------- | -------- | ------ |
|       | Ivan Nagler Fabian Malleier                 | Włochy     | 40.700   | 40.585   | 1:21.285 | -      |
|       | Hannes Orlamünder Paul Gubitz               | Niemcy     | 40.841   | 40.659   | 1:21.500 | +0.215 |
|       | Wiesowłod Kaszkin Konstantin Korszunow      | Rosja      | 40.922   | 40.757   | 1:21.679 | +0.394 |
| 4.    | Tomas Vavercak Matej Zmiji                  | Słowacja   | 40.953   | 40.757   | 1:21.710 | +0.425 |
| 5.    | Felix Schwarz Lukas Gufler                  | Włochy     | 41.125   | 40.689   | 1:21.823 | +0.538 |
| 6.    | Dmitrij Buchniew Danił Kilsejew             | Rosja      | 40.967   | 40.908   | 1:21.875 | +0.590 |
| 7.    | Max Ewald Jakob Jannusch                    | Niemcy     | 41.136   | 40.853   | 1:21.989 | +0.704 |
| 8.    | Andriej Szander Semen Mikow                 | Rosja      | 41.123   | 40.951   | 1:22.074 | +0.789 |
| 9.    | Nicholas Klimchuk-Brown Adam Daniel Shippit | Kanada     | 41.294   | 40.959   | 1:22.253 | +0.968 |
| 10.   | Marian Gitlan Flavius Ion Craciun           | Rumunia    | 41.331   | 41.017   | 1:22.348 | +1.063 |
| ...   | ...                                         | ...        | ...      | ...      | ...      | ...    |
| 17.   | Jakub Karaś Mateusz Karaś                   | Polska     | 41.870   | 41.816   | 1:23.686 | +2.401 |

### Drużynowe
- Data / Początek: Sobota, 3 lutego 2018 roku, godz. 12.30

| Medal | Zawodnicy                                                                 | Narodowość        | Czas     | Strata |
| ----- | ------------------------------------------------------------------------- | ----------------- | -------- | ------ |
|       | Jessica Tiebel/Max Langenhan/Hannes Orlamunder/Paul Gubitz                | Niemcy            | 2:15.921 | –      |
|       | Tatiana Cwietowa/Danił Lebiediew/Wiesowłod Kaszkin/Konstantin Korszunow   | Rosja             | 2:16.874 | +0.953 |
|       | Verena Hofer/Leon Felderer/Ivan Nagler/Fabian Malleier                    | Włochy            | 2:16.972 | +1.051 |
| 4.    | Lisa Schulte/Bastian Schulte/Juri Gatt/Riccardo Schöpf                    | Austria           | 2:17.213 | +1.292 |
| 5.    | Carolyn Maxwell/Colton Clarke/Nicholas Klimchuk-Brown/Adam Daniel Shippit | Kanada            | 2:17.632 | +1.711 |
| 6.    | Anda Upīte/Gints Berzins/Martins Bots/Roberts Plume                       | Łotwa             | 2:17.677 | +1.756 |
| 7.    | Brittney Arndt/Sean Hollander/Dana William Kellogg/Duncan Segger          | Stany Zjednoczone | 2:18.115 | +2.194 |
| 8.    | Mihaela-Carmen Manolescu/Eduard Craciun/Marian Gitlan/Flavius Ion Craciun | Rumunia           | 2:18.399 | +2.478 |
| 9.    | Katarina Šimoňáková/Marian Skupek/Tomas Vavercak/Matej Zmiji              | Słowacja          | 2:18.905 | +2.984 |
| 10.   | Klaudia Domaradzka/Kacper Tarnawski/Jakub Karaś/Mateusz Karaś             | Polska            | 2:18.970 | +3.049 |

## Klasyfikacja medalowa
| Miejsce | Państwo |   |   |   | Razem |
| ------- | ------- | - | - | - | ----- |
| 1.      | Niemcy  | 3 | 2 | 2 | 7     |
| 2.      | Włochy  | 1 | 0 | 1 | 2     |
| 3.      | Rosja   | 0 | 2 | 1 | 3     |